# Michael Bacall
Michael Stephen Buccellato, mais conhecido Como Michael Bacall (19 de abril de 1973) é um roteirista e ator americano, conhecido por ter co-escrito os filmes Scott Pilgrim vs. the World,  21 Jump Street e Project X.

## Vida e Carreira
Bacall nasceu em Los Angeles, Califórnia, filho de uma família de italianos, ele atuou em filmes e na televisão desde cedo. Voltando-se a escritura na década de 2000. Bacall co-escreveu e co-estrelou em Manic. A partir de 2007, Bacall vendeu uma série de scripts para Major film studios, Incluindo Psycho Funky Chimp e Em Busca do Capitão Zero
Em junho de 2007, New Line anunciou que Bacall estava escrevendo uma adaptação para o cinema do documentário The King of Kong: A Fistful of Quarters. Baccal co-escreveu a adaptação do canaense da série Scott Pilgrim, com seu diretor Edgar Wright.
Ele também está escrevendo o próximo Tropic Thunder spin-off, com Tom Cruise estrelando como  Les Grossman, e a continuação de 21 Jump Street, após o sucesso do primeiro filme.

## Filmografia

### Atuando
- 1989: Columbo Goes to the Guillotine - Tommy
- 1989: Wait Until Spring, Bandini - Arturo
- 1993: Free Willy - Perry
- 1993: This Boy's Life - Terry Taylor
- 1997: Buffy the Vampire Slayer – "Some Assembly Required" - Eric Gittleson
- 2000: Urban Legends: Final Cut - Dirk Reynolds
- 2001: Manic a- Chad
- 2004: Undertow - Jacob
- 2007: Grindhouse – Death Proof - Omar
- 2009: Inglourious Basterds - Pfc. Michael Zimmerman

### Escritor
- 2001: Manic
- 2003: Bookies
- 2010: Scott Pilgrim vs. the World
- 2012: Project X
- 2012: 21 Jump Street
- 2014: 21 Jump Street Continuação
- TBA:  Project X 2